# الیور آدلر
الیور آدلر (انگلیسی: Oliver Adler؛ زادهٔ ۱۴ اکتبر ۱۹۶۷) بازیکن فوتبال اهل آلمان است.
از باشگاه‌هایی که در آن بازی کرده‌است می‌توان به باشگاه فوتبال شوارتز-وایس اسن اشاره کرد.